# James Plaskett
Harold James Plaskett (* 18. März 1960 in Dekelia, Zypern) ist ein englischer Schachspieler.
Die britische Meisterschaft konnte er 1990 in Eastbourne gewinnen. Er spielte bei der Mannschaftsweltmeisterschaft 1985 in Luzern.
Im Jahre 1981 wurde ihm der Titel Internationaler Meister (IM) verliehen, 1985 der Titel Großmeister (GM).
| Die zur Anzeige dieser Grafik verwendete Erweiterung wurde dauerhaft deaktiviert. Wir arbeiten aktuell daran, diese und weitere betroffene Grafiken auf ein neues Format umzustellen. (Mehr dazu) |

## Veröffentlichungen
- The English Defence. Batsford, 1987, ISBN 978-0-7134-1322-9. (mit Raymond Keene und Jonathan Tisdall)
- Playing to Win. Rowman Littlefield, 1988, ISBN 978-0-7134-5844-2.
- The Sicilian Taimanov. Everyman Chess, 1997, ISBN 978-1-901259-01-8.
- Sicilian Grand Prix Attack. Everyman Chess, 2000, ISBN 978-1-85744-291-5.
- Coincidences. Tamworth Press, 2000, ISBN 978-0-9509441-6-6.
- Can You Be a Tactical Chess Genius?. Everyman Chess, 2002, ISBN 978-1-85744-259-5.
- The Scandinavian Defence, 2004, ISBN 0-7134-8911-1.
- Starting Out: Attacking Play. Everyman Chess, 2004, ISBN 978-1-85744-367-7.
- Catastrophe In The Opening. Everyman Chess, 2005, ISBN 978-1-85744-390-5.
- The Queen’s Bishop Attack Revealed. Batsford, 2005, ISBN 978-0-7134-8970-5.
- Plaskett, James, Woffinden, Bob (2015) Bad Show. Bojangles Books, 2015, ISBN 978-0-9930755-2-0.